# مشهدالكوبة (مشهد ميقان)
مشهدالکوبة (بالفارسية: مشهدالکوبه) هي قرية تقع في إيران في قسم مشهد میقان الريفي. يقدر عدد سكانها بـ 1,658 نسمة .